# Gentiana bicuspidata
Gentiana bicuspidata là một loài thực vật có hoa trong họ Long đởm. Loài này được (G.Don) Briq. mô tả khoa học đầu tiên năm 1931.